# 呉朝

呉朝
南晉

赤の領域が呉朝

呉朝（ごちょう、ベトナム語：Nhà Ngô / 家吳、939年 - 968年）は、現在のベトナム北部を支配した王朝。五代十国諸国に対抗して類似した国号を称したと考えられている。
後黎朝期に編纂された史書『大越史記全書』では、建国者の呉権（ゴ・クエン）は前呉王、呉権の子である呉昌岌（ゴ・スオン・ガップ）と呉昌文（ゴ・スオン・ヴァン）の2人は後呉王と称されている。呉昌文の時期の王号は南晋王（ベトナム語：Nam Tấn Vương / 南晉王）。

## 歴史

### 成立まで
現在のベトナム北部は南越国滅亡後に中華王朝の支配下に置かれ、唐代には交州に設置された安南都護府の管轄下にあった。唐滅亡の前年である906年に海陽（ハイズオン）の豪族の曲承裕（クック・トゥア・ズー）が静海軍節度使を称するが、力の衰えていた唐に曲承裕を抑える力は残っていなかった。曲氏一族は大羅（ダイラ、現在のハノイ）を本拠として節度使を名乗り、行政区画と租税制度を整備し、戸籍を作成して交州を統治した。曲承裕の孫である曲承美（クック・トゥア・ミー）は後梁から節度使として認められるが、交州に近接する嶺南を支配する南漢は自国を無視した曲承美の外交政策に不快感を表した。930年に南漢は交州に進攻して曲承美を捕虜にし、紅河デルタ地帯の中心部を占領した。
だが、曲承美の部将の楊廷芸（ズオン・ディン・ゲ）が拠る愛州（現在のタインホア）には南漢の支配は及ばず、931年に楊廷芸は南漢の占領下に置かれていた大羅を奪取した。戦後に楊廷芸は南漢から節度使の称号を認められるが、937年春に楊廷芸は部下の矯公羨（キェウ・コン・ティエン）に殺害された。楊廷芸の女婿である呉権は岳父の死に対して決起し、安南は反南漢的な政策を採る呉権と親南漢的な方針を採る矯公羨の二派に分かれて対立した。
矯公羨は南漢に援軍を要請し、皇帝劉龑の九男の劉弘操率いる10,000人超の南漢軍が安南に派遣された。938年秋に呉権は矯公羨を殺害し、白藤江（バクダン川）で南漢の艦隊を撃破した（白藤江の戦い）。939年春、呉権はかつての甌雒の都であった古螺（コロア、現在のハノイ市ドンアイン県）を都として王を称した。呉権の統治下で安南は一時的に平和を取り戻した。

### 呉兄弟の統治
944年に呉権が病死した後、安南は多数の土豪が並立する群雄割拠の時代に入る。
944年に呉権の義兄弟である楊三哥（ズオン・タム・カー）が王位を奪って平王（ビンヴオン）を称し、各地で土豪が独立の動きを見せた。950年に呉権の次男の呉昌文は将兵の支持を得て楊三哥を打倒し、呉氏の手に王位を取り戻した。呉昌文は古螺から出奔して南冊江に逃れていた兄の呉昌岌を呼び戻して共同統治を行い、954年に呉昌岌が没すると呉昌文は単独で統治を行う。
しかし、呉昌岌・呉昌文兄弟の支配力は弱く、内部矛盾を抱えた呉朝の国力は衰退した。

### 十二使君時代
965年に大羅北西部で発生した反乱の鎮圧中に呉昌文が戦死すると、その死後に安南は12人の有力な土豪が互いに争う十二使君時代に突入する。
966年に呉昌岌の子の呉昌熾（ゴ・スオン・シー）が平橋（現在のタインホア省チェウソン県）に拠って「呉使君」を称した。しかし、呉氏の主権はすでに有名無実化していたため、他の使君は呉昌熾の命令に従わなかった。呉昌熾は十二使君の中の一勢力でしかなく、最終的に他の使君と同じく丁朝建国者の丁部領に屈服した。

## 政策
呉権は従来の中国支配の象徴である大羅に代えて古螺を都としたが、中華的な秩序を完全に否定することはできなかった。呉権は節度使に代えて王を称したが、呉氏が南漢と交渉した際には節度使の肩書を用いたこともあった。
新たに朝廷を設置し、文官と武官を置いた。建国の功臣に地方統治を行わせ、その中には十二使君の一人である矯公罕や丁部領の父である丁公著が含まれていた。また王朝が代わると官吏の服の色を変える中華王朝の慣例に則り、中国からの支配を脱したことを示すために新たな服の色を定めた。

## 歴代君主
1. 呉権（前呉王、在位：939年 - 944年）
2. 楊三哥（平王、在位：944年 - 950年） - 呉権の妃である楊氏の兄弟。楊廷芸の子[26]。
3. 呉昌岌（天策王、在位：951年[27] - 954年） - 呉権の長男。弟の呉昌文と共同統治を行った。
4. 呉昌文（後呉王、在位：954年 - 965年） - 呉権の次男。
5. 呉昌熾（呉使君、在位：966年 - 968年） - 呉昌岌の子。